# Silvia Schneider

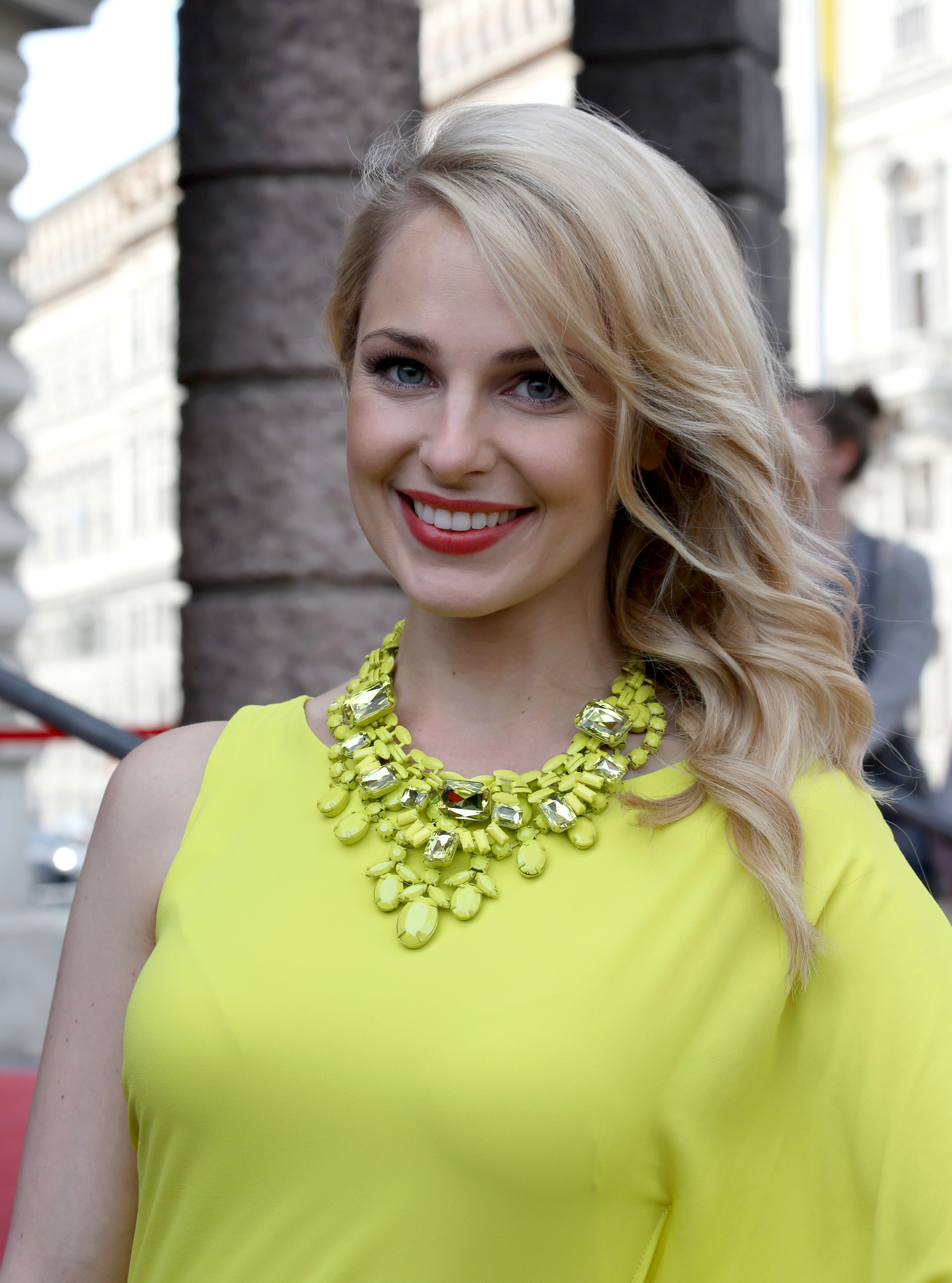
Silvia Schneider, 2014

Silvia Schneider (* 27. Mai 1982 in Linz) ist eine österreichische Fernsehmoderatorin, Schauspielerin, Modedesignerin und Juristin.
Bekannt wurde sie durch die Moderation der Formate PINK! und Herz von Österreich des österreichischen Privatsenders Puls 4 und der Kochshow Game of Chefs des deutschen Privatsenders VOX. Von 2015 bis 2018 moderierte sie auch den Kiddy Contest. Seit 2020 moderiert sie im ORF die Kochsendung Silvia kocht.

## Leben
Silvia Schneider wuchs als erstes von zwei Kindern einer polnischen Mutter und eines österreichischen Vaters in Oberösterreich auf. Nach dem Besuch der Volksschule am Schulzentrum der Kreuzschwestern Linz erwarb sie im Jahr 2000 am dortigen Khevenhüller Gymnasium ihre Matura. Nach einer Tanzausbildung an der Stage School Hamburg begann sie 2002 an der Eberhard-Karls-Universität Tübingen ein Studium der Rechtswissenschaften, das sie 2010 als Magistra iuris an der Johannes-Kepler-Universität Linz abschloss.
Während ihres Studiums begann Schneider ihre Karriere beim Fernsehen. 2005 begann sie beim österreichischen Privatsender LT1, wo sie die News und das Citymagazin moderierte. Seit 2011 ist sie bei Puls 4, wo sie bis 2013 PINK! moderierte.  2014 moderierte sie die Castingshow Herz von Österreich und gemeinsam mit Alfons Haider die Wahl zur Miss Austria. 2015 moderierte sie die VOX-Sendung Game of Chefs. Im selben Jahr nahm sie die Moderation des Kiddy Contest auf.
Seit Anfang 2017 gehört sie neben den Kabarettisten Christian Hölbling alias „Helfried“, Ciro de Luca, Rudi Roubinek und Andreas Vitasek zum Stamm-Ensemble der Comedy-TV-Serie Vurschrift is Vurschrift bei Puls 4. Gemeinsam mit Verena Schneider moderiert sie seit Mai 2017 die tägliche Talkshow Heute bei den Schneiders auf Puls 4. Im selben Jahr wurde sie für den Film- und Fernsehpreis Romy im Bereich Show/Unterhaltung nominiert.
In der zweiten Staffel der ServusTV-Serie Meiberger – Im Kopf des Täters (2019) verkörpert sie eine Anwältin. 2020 nahm sie an der 13. Staffel der Show Dancing Stars teil und erreichte den dritten Platz. Im Herbst gehörte sie zu den prominenten Kandidaten der Kochshow MasterChef Celebrity auf Sky One und belegte den vierten Platz (ex aequo mit Beatrice Egli). Seit September 2020 moderiert sie auf ORF 2 die Sendung Silvia kocht.

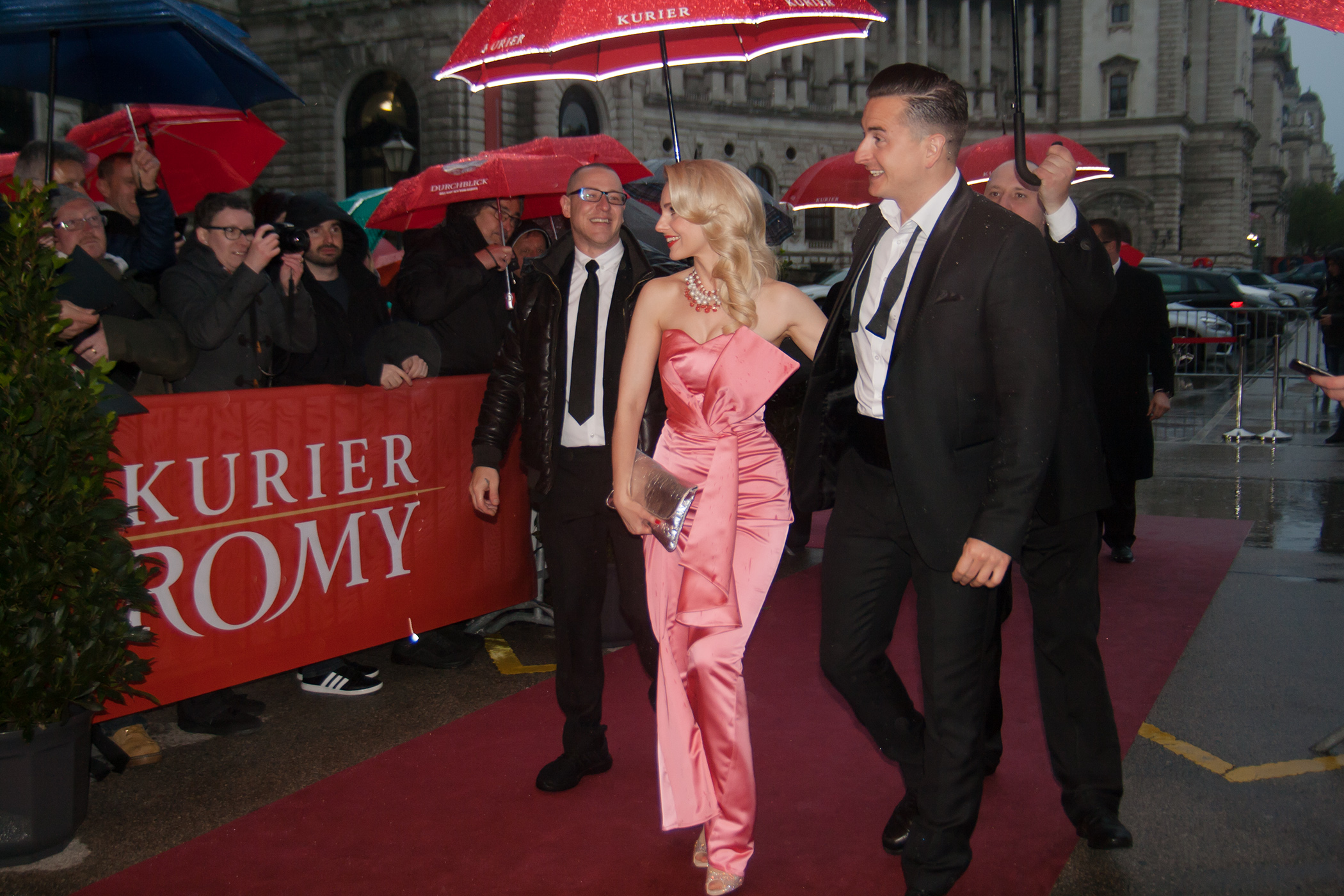
Schneider mit Andreas Gabalier bei der Romyverleihung 2017

Bei Drei-Hauben-Koch Christian Göttfried absolvierte sie in Linz eine Kochlehre, im Oktober 2023 legte sie die Lehrabschlussprüfung erfolgreich ab.
Privat war Schneider von 2013 bis September 2019 mit dem österreichischen Sänger Andreas Gabalier liiert. Im April 2022 präsentierte sie der Öffentlichkeit den Musiker Jamie Harrison als ihren neuen Lebenspartner.

## Auszeichnungen
- 2017: Nominierung zur Romy in der Kategorie Show/Unterhaltung
- 2018: Mostdipf-Preis[16]

## Moderationen
- seit 2007: Citymagazin und der News bei LT1
- 2010 OÖ Aktuell
- 2011 bis 2013: PINK!
- 2014: Miss Austria (mit Alfons Haider)
- 2014: Herz von Österreich
- 2014: Anchorwoman der Puls4 News
- 2015: Game of Chefs
- 2015: iLIKE!
- 2015 bis 2018: Kiddy Contest
- seit 2017: Heute bei den Schneiders
- 2017: Lange Leitung!?
- 2017: Vurschrift is Vurschrift
- seit 2020: Silvia kocht[17]

## Filmografie (Auswahl)
- 2006: Kupetzky – Die Blue-Moon-Boys
- 2007: Mitten im 8en (Fernsehserie, zwei Folgen)
- 2008: SOKO Donau – Der Fall Dr. Seiler
- 2008: Falco – Verdammt, wir leben noch!
- 2013: Zur Sache, Macho! (Fernsehfilm)
- 2019: Meiberger – Im Kopf des Täters (Fernsehserie)